# Tableau des médailles des Jeux olympiques d'été de 2024
Le tableau des médailles des Jeux olympiques d'été de 2024 donne le classement, selon le nombre de médailles gagnées par leurs athlètes, des pays participant aux Jeux olympiques d'été de 2024, qui se tiennent à Paris (France) du 26 juillet au 11 août 2024.
En 2024, 329 épreuves sont inscrites dans la compétition.

## Médaille

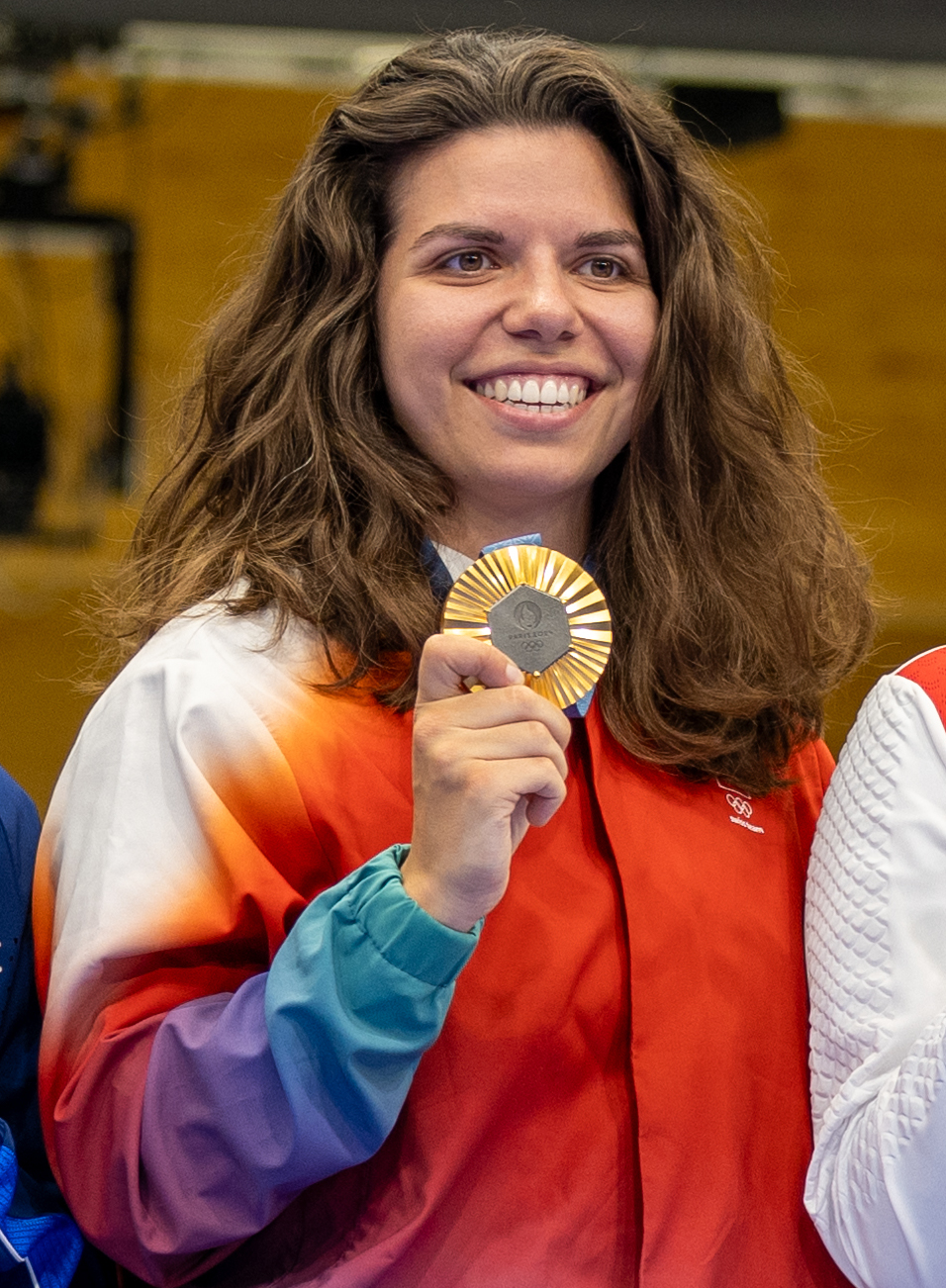
La tireuse suisse Chiara Leone montrant sa médaille d'or des jeux de 2024, à Châteauroux.

L'apparence de la médaille des Jeux olympiques d'été de 2024 est proposée en juillet 2017 par le designer Philippe Starck, qui s'inspire du slogan « Made for sharing ». Il s'agissait d'une médaille divisée entre quatre breloques superposées et aimantées. Ainsi, le sportif récipiendaire d'une médaille pouvait la partager avec trois de ses proches. Toutefois cette innovation devait être validée par le Comité international olympique,.
Les médailles sont frappées par la Monnaie de Paris ; les précédentes médailles frappées par l’institut remontent aux Jeux olympiques d'hiver de Grenoble en 1968 car les médailles des JO d'Albertville en 1992 avaient été produites par l'entreprise Lalique. En juillet 2023, le joaillier Chaumet est retenu pour réaliser le design des médailles olympiques et paralympiques, dans le cadre du partenariat premium avec le groupe LVMH.
Le 12 février 2024, le joaillier Chaumet présente les médailles définitives. L'originalité de ces dernières vient du rajout, côté face, d'un morceau de la tour Eiffel taillé en hexagone pour symboliser la France. À cette date, la frappe des 5 084 médailles prévues est commencée à la Monnaie de Paris.

## Ambitions des pays participants
Pour la France, le Président Emmanuel Macron souhaite en 2021 que la France remporte « beaucoup plus » de médailles qu'à Tokyo, où elle en avait obtenu trente-trois. Il souhaite que, sur ce critère, la France se classe parmi les cinq meilleures nations. Cet objectif converge avec la volonté exprimée en 2017 par Laura Flessel, alors ministre des Sports, de « doubler le nombre de médailles » obtenues à Rio en 2016, soit quarante-deux. Une projection réalisée un an avant l'ouverture des jeux estime que, si l'objectif de 80 médailles est difficilement envisageable, celui de doubler le score des jeux de Tokyo est atteignable, ce qui placerait alors le pays au deuxième ou troisième rang suivant les modes de classement.
Une majorité de Français estime cet objectif irréalisable, sentiment partagé par plusieurs personnalités du sport ainsi que par Thomas Bach, président du CIO en 2021. Les disciplines identifiées comme pouvant apporter le plus de médailles à la France sont l'escrime, la natation et le judo. Dans une moindre mesure, des médailles sont visées également en athlétisme, boxe, cyclisme sur piste, basket-ball, gymnastique, BMX, escalade et football,,. Une projection réalisée fin juin 2024 par l'institut Gracenote estime que la France pourrait obtenir 56 médailles dont 29 en or. Une actualisation de cette projection la semaine précédant l'ouverture des Jeux modifie ces prévisions à 59 médailles dont 27 en or. Dans ces deux cas, la France est envisagée troisième au classement des médailles, derrière les États-Unis et la Chine.
Concernant les États-Unis, une projection réalisée un an avant le début des jeux montre que le pays, qui vise la première place, ambitionnent de remporter près de 130 médailles lors de ces jeux. Les autorités comptent notamment sur une exclusion des athlètes russes et dans une moindre mesure biélorusses. Toutes les disciplines sont visées, mais plus particulièrement l'athlétisme et la natation,.
À quatre mois de l'ouverture, une analyse envisage un total de 36 médailles environ pour l'Allemagne. Dix-huit disciplines sont jugées potentiellement intéressantes, mais plus particulièrement le canoë-kayak, la natation, l'équitation et le cyclisme sur piste.
L'Australie, elle, envisage de récolter 54 médailles dont 15 en or, en particulier en natation.
Un an avant les Jeux Olympiques, les analyses prévoient une seconde ou une troisième place pour la Chine. Les disciplines dans lesquelles elle excelle sont alors l'haltérophilie, le plongeon et le tennis de table.
Pour la Grande-Bretagne, une analyse statistique réalisée en juillet 2023 montre que les athlètes britanniques sont en mesure de rapporter une soixantaine de médailles pour leur pays à l'issue de cette olympiade. La stratégie nationale est d'augmenter au maximum le nombre de disciplines dans lesquelles une victoire est possible, en visant plus de vingt disciplines différentes,.

## Classement
D'après le règlement du Comité international olympique, aucun classement des pays n'est reconnu à titre officiel et le tableau des médailles n'est donné qu'à titre informatif. En effet, tous les pays ne participent pas aux Jeux olympiques, et tous les participants n'ont pas les mêmes chances de gagner sur toutes les disciplines. De plus, selon l'article 6 du chapitre 1 de la Charte olympique, les Jeux olympiques sont une compétition entre athlètes et non entre pays.
Les nations participantes sont classées selon le nombre de médailles d'or, puis d'argent, puis de bronze de leurs athlètes. En cas d'égalité, les pays sont classés selon leur code CIO. Dans les sports par équipes, les victoires sont comptabilisées comme une seule médaille.
Le nombre total de médailles en or, argent et bronze peut être différent car plusieurs médailles du même métal peuvent être remises lorsque des athlètes finissent ex æquo :
- deux médailles d'argent ont été décernées en natation à l'épreuve du 100 mètres brasse masculin ; aucune médaille de bronze n'a été distribuée ;
- deux médailles de bronze ont été décernées en saut en hauteur féminin ;
- deux médailles de bronze ont été décernées en gymnastique pour l'agrès de la barre fixe chez les hommes ;
- deux médailles de bronze ont été décernées en K2 500 mètres féminin.

En outre, dans les sports de combat, deux médailles de bronze sont remises dans chacune des catégories : boxe (14 catégories), judo (15 catégories), lutte (18 catégories) et taekwondo (8 catégories).
Par ailleurs, les médailles obtenues par les athlètes individuels neutres (AIN) issus des délégations russe et biélorusse ne sont pas comptabilisées dans ce tableau puisqu'ils ne représentent pas leur délégation. Ils ont cependant obtenu une médaille d'or (trampoline masculin), trois médailles d'argent (aviron skiff masculin, tennis double féminin et trampoline féminin) et une médaille de bronze (haltérophilie 102 kg masculin), les classant à une hypothétique 47e place.
- Pays organisateur (France)

| Rang  | Nation                        | Or  | Argent | Bronze | Total |
| ----- | ----------------------------- | --- | ------ | ------ | ----- |
| 1     | États-Unis                    | 40  | 44     | 42     | 126   |
| 2     | Chine                         | 40  | 27     | 24     | 91    |
| 3     | Japon                         | 20  | 12     | 13     | 45    |
| 4     | Australie                     | 18  | 19     | 16     | 53    |
| 5     | France                        | 16  | 26     | 22     | 64    |
| 6     | Pays-Bas                      | 15  | 7      | 12     | 34    |
| 7     | Grande-Bretagne               | 14  | 22     | 29     | 65    |
| 8     | Corée du Sud                  | 13  | 9      | 10     | 32    |
| 9     | Italie                        | 12  | 13     | 15     | 40    |
| 10    | Allemagne                     | 12  | 13     | 8      | 33    |
| 11    | Nouvelle-Zélande              | 10  | 7      | 3      | 20    |
| 12    | Canada                        | 9   | 7      | 11     | 27    |
| 13    | Ouzbékistan                   | 8   | 2      | 3      | 13    |
| 14    | Hongrie                       | 6   | 7      | 6      | 19    |
| 15    | Espagne                       | 5   | 4      | 9      | 18    |
| 16    | Suède                         | 4   | 4      | 3      | 11    |
| 17    | Kenya                         | 4   | 2      | 5      | 11    |
| 18    | Norvège                       | 4   | 1      | 3      | 8     |
| 19    | Irlande                       | 4   | 0      | 3      | 7     |
| 20    | Brésil                        | 3   | 7      | 10     | 20    |
| 21    | Iran                          | 3   | 6      | 3      | 12    |
| 22    | Ukraine                       | 3   | 5      | 4      | 12    |
| 23    | Roumanie                      | 3   | 4      | 2      | 9     |
| 24    | Géorgie                       | 3   | 3      | 1      | 7     |
| 25    | Belgique                      | 3   | 1      | 6      | 10    |
| 26    | Bulgarie                      | 3   | 1      | 3      | 7     |
| 27    | Serbie                        | 3   | 1      | 1      | 5     |
| 28    | Tchéquie                      | 3   | 0      | 2      | 5     |
| 29    | Danemark                      | 2   | 2      | 5      | 9     |
| 30    | Azerbaïdjan                   | 2   | 2      | 3      | 7     |
| 30    | Croatie                       | 2   | 2      | 3      | 7     |
| 32    | Cuba                          | 2   | 1      | 6      | 9     |
| 33    | Bahreïn                       | 2   | 1      | 1      | 4     |
| 34    | Slovénie                      | 2   | 1      | 0      | 3     |
| 35    | Taipei chinois (Taïwan)       | 2   | 0      | 5      | 7     |
| 36    | Autriche                      | 2   | 0      | 3      | 5     |
| 37    | Hong Kong                     | 2   | 0      | 2      | 4     |
| 37    | Philippines                   | 2   | 0      | 2      | 4     |
| 39    | Algérie                       | 2   | 0      | 1      | 3     |
| 39    | Indonésie                     | 2   | 0      | 1      | 3     |
| 41    | Israël                        | 1   | 5      | 1      | 7     |
| 42    | Pologne                       | 1   | 4      | 5      | 10    |
| 43    | Kazakhstan                    | 1   | 3      | 3      | 7     |
| 44    | Jamaïque                      | 1   | 3      | 2      | 6     |
| 44    | Thaïlande                     | 1   | 3      | 2      | 6     |
| 44    | Afrique du Sud                | 1   | 3      | 2      | 6     |
| 47    | Éthiopie                      | 1   | 3      | 0      | 4     |
| 48    | Suisse                        | 1   | 2      | 5      | 8     |
| 49    | Équateur                      | 1   | 2      | 2      | 5     |
| 50    | Portugal                      | 1   | 2      | 1      | 4     |
| 51    | Grèce                         | 1   | 1      | 6      | 8     |
| 52    | Argentine                     | 1   | 1      | 1      | 3     |
| 52    | Égypte                        | 1   | 1      | 1      | 3     |
| 52    | Tunisie                       | 1   | 1      | 1      | 3     |
| 55    | Botswana                      | 1   | 1      | 0      | 2     |
| 55    | Chili                         | 1   | 1      | 0      | 2     |
| 55    | Ouganda                       | 1   | 1      | 0      | 2     |
| 55    | Sainte-Lucie                  | 1   | 1      | 0      | 2     |
| 59    | République dominicaine        | 1   | 0      | 2      | 3     |
| 60    | Guatemala                     | 1   | 0      | 1      | 2     |
| 60    | Maroc                         | 1   | 0      | 1      | 2     |
| 62    | Dominique                     | 1   | 0      | 0      | 1     |
| 62    | Pakistan                      | 1   | 0      | 0      | 1     |
| 64    | Turquie                       | 0   | 3      | 5      | 8     |
| 65    | Mexique                       | 0   | 3      | 2      | 5     |
| 66    | Arménie                       | 0   | 3      | 1      | 4     |
| 66    | Colombie                      | 0   | 3      | 1      | 4     |
| 68    | Kirghizistan                  | 0   | 2      | 4      | 6     |
| 68    | Corée du Nord                 | 0   | 2      | 4      | 6     |
| 70    | Lituanie                      | 0   | 2      | 2      | 4     |
| 71    | Inde                          | 0   | 1      | 5      | 6     |
| 72    | Moldavie                      | 0   | 1      | 3      | 4     |
| 73    | Kosovo                        | 0   | 1      | 1      | 2     |
| 74    | Chypre                        | 0   | 1      | 0      | 1     |
| 74    | Fidji                         | 0   | 1      | 0      | 1     |
| 74    | Jordanie                      | 0   | 1      | 0      | 1     |
| 74    | Mongolie                      | 0   | 1      | 0      | 1     |
| 74    | Panama                        | 0   | 1      | 0      | 1     |
| 79    | Tadjikistan                   | 0   | 0      | 3      | 3     |
| 80    | Albanie                       | 0   | 0      | 2      | 2     |
| 80    | Grenade                       | 0   | 0      | 2      | 2     |
| 80    | Malaisie                      | 0   | 0      | 2      | 2     |
| 80    | Porto Rico                    | 0   | 0      | 2      | 2     |
| 84    | Cap-Vert                      | 0   | 0      | 1      | 1     |
| 84    | Côte d'Ivoire                 | 0   | 0      | 1      | 1     |
| 84    | Pérou                         | 0   | 0      | 1      | 1     |
| 84    | Équipe olympique des réfugiés | 0   | 0      | 1      | 1     |
| 84    | Qatar                         | 0   | 0      | 1      | 1     |
| 84    | Singapour                     | 0   | 0      | 1      | 1     |
| 84    | Slovaquie                     | 0   | 0      | 1      | 1     |
| 84    | Zambie                        | 0   | 0      | 1      | 1     |
| Total | Total                         | 328 | 327    | 384    | 1 039 |